# Aeroporto di Memmingen
L'Aeroporto di Memmingen (IATA: FMM, ICAO: EDJA) è un aeroporto tedesco situato a 3,8 km da Memmingen, nel Distretto della Svevia, in Baviera.
La struttura, situata a 633 m s.l.m., dispone di una torre di controllo del traffico aereo ed è composta da un unico terminal passeggeri e da una pista con superficie in asfalto lunga 2981 e larga 30 m con orientamento 6/24.
L'aeroporto, aperto al traffico commerciale, è servito da compagnie aeree a basso costo.